# Adrasteia
Adrasteia, também conhecida como Júpiter XV, é o segundo por distância, e o menor dos satélites de Júpiter do Grupo Amalteia. Ele foi descoberto com fotografias tiradas pela Voyager 2 em 1979, sendo o primeiro satélite natural a ser descoberto com imagens tiradas com uma sonda interplanetária, em vez de imagens por telescópios. Ele foi nomeado oficialmente a partir do ser mitológico Adrasteia, filha do deus grego Zeus. Adrasteia é uma das poucas luas descobertas no sistema solar que orbita seu planeta em um tempo menor do que a rotação dele. Ele orbita Júpiter na borda do anel principal e pensa-se que é o principal contribuinte de materiais para os Anéis de Júpiter.

## Descobrimento e observações

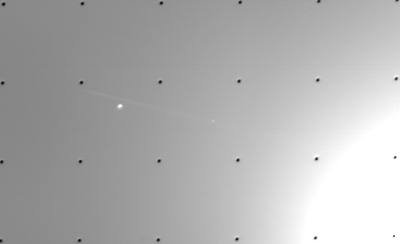
Descoberta de Adrasteia, tomado em pela sonda Voyager 2. Adrasteia é o ponto justo no meio, continuando a linha dos anéis Jovianos.

Adrasteia foi descoberto por David C. Jewitt e G. Edward Danielson nas fotografias da sonda Voyager 2 tomadas em 8 de julho de 1979, e recebeu a sua designação S/1979 J 1 após a publicação da descoberta na revista Science (vol. 206, p. 951, 23 de novembro de 1979). Embora apareça apenas como um ponto, foi o primeiro satélite a ser descoberto por uma nave interplanetária. Prontamente, depois da sua descoberta, outros dois dos satélites interiores de Júpiter (Tebe e Métis) foram observados nas imagens tomadas algumas semanas antes pela sonda Voyager 1. A nave Galileu foi habilitada para determinar a forma do satélite em 1998, mas as imagens capturadas foram pobres. Em 1983, Adrasteia foi oficialmente nomeado em honra à ninfa grega Adrasteia, a filha de Zeus e o seu amante Ananké.

## Características físicas
Adrasteia tem uma forma irregular com umas medidas de 20×16×14 km. Isto faz que Adrasteia seja o menor dos quatro satélites interiores. A composição e massa de Adrasteia não são conhecidas, mas assumindo que a sua densidade média seja como a de Amalteia,(cerca de 0,86 g/cm³) a sua massa pode ser estimada em perto de 2×1015 kg. A densidade de Amalteia implica que o satélite está composto de água em forma de gelo com uma porosidade entre 10 e 15 por cento, e Adrasteia pode ser muito similar.
Não há pormenores da superfície conhecidos, dada a baixa resolução das imagens disponíveis.

## Órbita
Adrasteia é o segundo satélite mais próximo a Júpiter e o menor dos quatro satélites interiores que compõem o grupo Amalteia. Orbita a Júpiter num raio próximo a 129 000 km (1,806 raios de Júpiter) no lado exterior do anel principal.
Adrasteia é somente um dos três satélites no sistema solar conhecido por orbitar o seu planeta em menos tempo que o que dura o dia do planeta, os outros dois, são Métis, e Fobos satélite de Marte. A órbita tem uma pequena excentricidade de 0,0018 e uma inclinação de aproximadamente 0,03°. A inclinação é relativa ao equador de Júpiter.
Dado o Acoplamento de maré, Adrasteia rota sincronicamente com o seu período orbital, mantendo uma cara sempre olhando para o planeta. O seu eixo mais longo está alinhado para Júpiter, sendo esta a configuração de menor energia.

## Relação com os anéis de Júpiter

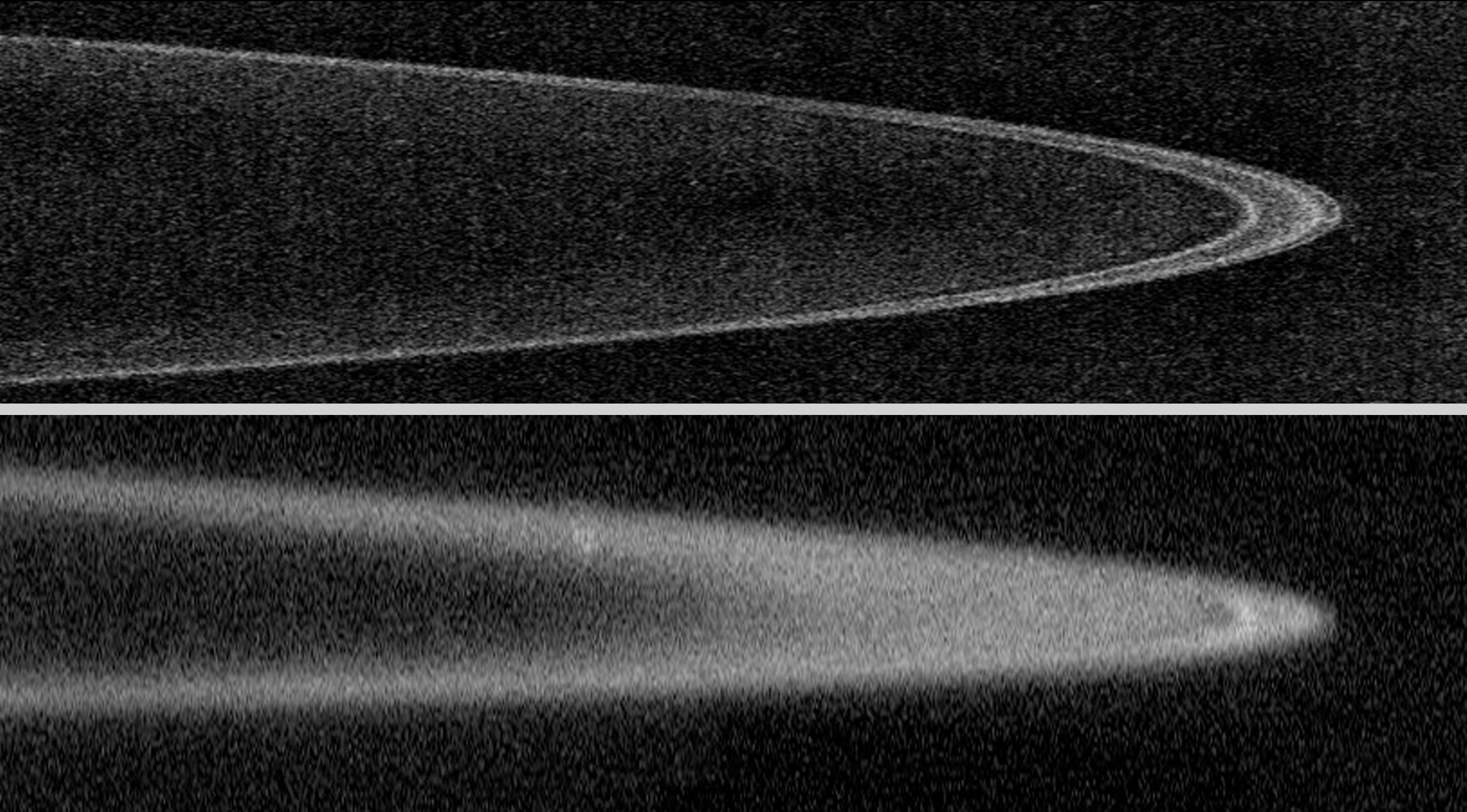
Imagens do anel principal de Júpiter obtidas pela sonda New Horizons. Em cima em retrodispersão e embaixo em dispersão. Um débil anel exterior, justo fora da órbita de Adrasteia. Um oco entre as órbitas de Métis e Adrasteia é claramente visível. Métis está justo dentro do brilho exterior (~1000 km) como parte do anel.

Adrasteia é o maior contribuinte do material nos anéis de Júpiter. Este material parece consistir principalmente em nome da superfície dos quatro satélites interiores de Júpiter, que é ejetado pelos impactos de meteoritos, e facilmente perde-se no espaço. Esta perda produz-se, pela baixa densidade dos satélites, o que faz que a sua superfície se encontre muito perto da beira da sua Esfera de Hill e não permite que o material volte para o satélite.
Aparentemente, Adrasteia é a fonte maior do material deste anel. Isto é evidenciado pela alta densidade do anel na cercania da órbita de Adrasteia. Mais precisamente, a órbita de Adrasteia acerca-se mais à margem exterior do anel principal de Júpiter. A exata extensão do material visível do anel depende do ângulo de fase das imagens: na dispersão da luz, Adrasteia fica fora do anel principal, mas na retrodispersão da luz (a qual revela partículas muito maiores) aparece também um pequeno anel fora da órbita de Adrasteia.